# Хутір (фільм, 1933)
«Хутір» (англ. The Bowery) — американська кінокомедія режисера Рауля Волша 1933 року.

## Сюжет
Місце дії починається в барі, названому «Негр Джо».

## У ролях
- Воллес Бірі — Чак Коннорс
- Джордж Рафт — Стів Броді
- Джеккі Купер — Свіпс МакГарк
- Фей Рей — Люсі Калхун
- Перт Келтон — Тріксі Одбрей
- Герман Бінг — Макс Герман
- Оскар Апфель — Іван Раммель
- Фердинанд Муньєр — Чесний Майк
- Джордж Волш — Джон Л. Салліван
- Лілліен Гармер — Керрі А. Націон